# 嘉義市議會第九屆議員列表
嘉義市議會第九屆議員於2014年中華民國地方公職人員選舉中選出，2014年12月25日就職。

## 名單
| 選區     | 政黨         | 姓名   | 備註                                       |
| -------- | ------------ | ------ | ------------------------------------------ |
| 第一選區 | 中國國民黨   | 傅大偉 |                                            |
| 第一選區 | 無黨籍       | 郭明賓 | 副議長；2018年退出中國國民黨。             |
| 第一選區 | 中國國民黨   | 郭文居 | 因妨礙投票判刑依法解職，依法由黃國村遞補。 |
| 第一選區 | 中國國民黨   | 黃國村 | 遞補                                       |
| 第一選區 | 民主進步黨   | 黃露慧 | 第一選區最高票當選，得票率9.27%            |
| 第一選區 | 民主進步黨   | 黃盈智 | 新任                                       |
| 第一選區 | 台灣團結聯盟 | 蔡永泉 |                                            |
| 第一選區 | 中國國民黨   | 張敏琪 |                                            |
| 第一選區 | 無黨籍       | 張榮藏 |                                            |
| 第一選區 | 無黨籍       | 黃秋澤 |                                            |
| 第一選區 | 無黨籍       | 戴寧   |                                            |
| 第一選區 | 無黨籍       | 洪有仁 | 新任；因案判刑依法解職不遞補。             |
| 第二選區 | 無黨籍       | 蕭淑麗 | 新任、議長；2018年退出中國國民黨。         |
| 第二選區 | 中國國民黨   | 張秀華 |                                            |
| 第二選區 | 中國國民黨   | 鄭光宏 | 新任                                       |
| 第二選區 | 民主進步黨   | 王美惠 |                                            |
| 第二選區 | 民主進步黨   | 陳幸枝 |                                            |
| 第二選區 | 民主進步黨   | 蔡文旭 |                                            |
| 第二選區 | 無黨籍       | 廖天隆 |                                            |
| 第二選區 | 無黨籍       | 蔡榮豐 |                                            |
| 第二選區 | 無黨籍       | 李忠曆 |                                            |
| 第二選區 | 無黨籍       | 吳上明 |                                            |
| 第二選區 | 無黨籍       | 陳姿妏 | 新任                                       |
| 第二選區 | 無黨籍       | 蘇澤峰 | 新任                                       |
| 第二選區 | 無黨籍       | 莊豐安 | 新任                                       |

## 政黨席次
| 政黨         | 當選席次 | 備註 |
| ------------ | -------- | ---- |
| 中國國民黨   | 5席      |      |
| 民主進步黨   | 5席      |      |
| 台灣團結聯盟 | 1席      |      |
| 無黨籍       | 12席     |      |

## 資料參考
1. ↑  .   [2018-02-07]. （原始内容存档于2018-02-07）.
2. ↑  .   [2018-02-07]. （原始内容存档于2019-06-08）.

## 外部連結
- 嘉義市議會全球資訊網 （页面存档备份，存于）
- 嘉義市選舉委員會 （页面存档备份，存于）